# Бесславный Железный человек
«Бессла́вный Желе́зный челове́к» (англ. Infamous Iron Man) — серия комиксов американского издательства Marvel Comics, главным героем которой является Доктор Дум — персонаж, созданный Стэном Ли и Джеком Кирби в 1962 году. Публиковалась в период с 2016 по 2017 год на протяжении 12 выпусков. Первый выпуск серии вышел 19 октября 2016, последний — 27 сентября 2017 года. На русском языке «Бесславный Железный человек» был выпущен издательством «Комильфо» 27 мая 2020 года в формате сборника. Автором серии выступил американский сценарист Брайан Майкл Бендис, наиболее известный по своей работе над комиксом Ultimate Spider-Man. Художником стал болгарский иллюстратор Алекс Малеев, который часто работает в тандеме с Бендисом. Колористом серии был Мэтт Холлингсворт. Комикс выходил в рамках инициативы Marvel NOW!, заключавшейся в перезапуске старых и запуске новых серий комиксов. После окончания «Бесславного Железного человека» история Дума в образе Железного человека продолжилась в линейке The Invincible Iron Man начиная с 593 номера.
«Бесславный Железный человек» повествует о Викторе фон Думе, который стал Железным человеком. После того, как Тони Старк впадает в кому вследствие событий второй гражданской войны супергероев, Дум, какое-то время размышлявший о своём пути суперзлодея, решает встать на путь исправления и перенимает на себя роль нового Железного человека. Несмотря на недоверие со стороны общественности и супергероев, а также попыток суперзлодеев, на которых Дум начал охотиться, помешать ему, Виктор целенаправленно продолжает борьбу со злом. Это привлекает внимание Мефисто, который долгое время желал заполучить душу Виктора. Чтобы не дать бывшему злодею исправить грехи прошлого, он принимает обличие злейшего врага Виктора Рида Ричардса и с помощью махинаций и манипуляций пытается помешать Думу стать новым Железным человеком. Параллельно этому по приказу Щ.И.Т.а Бен Гримм, также известный как Существо, начинает преследовать Виктора, а сам Дум пытается наладить взаимоотношения с биофизиком Амарой Перерой, близкой подругой Тони Старка.
Комикс получил в целом положительные отзывы журналистов и критиков.

## Сюжет
Перед второй гражданской войной супергероев гений-промышленник Тони Старк использовал изобретённую им сверхмощную броню, чтобы защищать мир в качестве супергероя Железного Человека. Могущественный бывший суперзлодей Доктор Дум помог Железному человеку предотвратить несколько катастроф, грозящих обернуться концом света, однако последствия второй гражданской Войны оказались для Тони Старка трагическими — он впал в кому, а самого его считают погибшим. Виктор фон Дум известен за свои злодеяния, совершённые под именем Доктор Дум, но последние события вдохновили его посвятить свою жизнь героическим поступкам. В отсутствие Старка он решает перенять роль Железного человека. Его неожиданное решение не осталось незамеченным: мать Дума, мастер тёмных искусств Синтия фон Дум, долгое время считавшаяся мёртвой, оказывается жива и втайне наблюдает за каждым шагом своего сына на его пути к искуплению, а у Марии Хилл, директора Щ.И.Т.а, случилась встреча с Думом, после которой она послала Бена Гримма, также известного как Существо, по следу его старого врага, считая, что планы Дума по уничтожению других опасных злодеев не столь важны.
Бен наконец-то нашёл Дума в квартире Амары Переры, талантливой учёной, к которой привязался Дум и которая приняла его предложение устроить её в нелегальную лабораторию и теперь стала объектом его внимания. Существо напал на Виктора, но тому удалось скрыться. Существо снова пытается выйти на его след в замке Дума в Латверии, которая во время отсутствия Виктора перешла на военное положение. Однако замок Дума не был заброшен — Существо столкнулся лицом к лицу с воскресшей матерью Дума. Недовольная тем, что Бен преследует её сына, она на напала на него, но прежде чем она успела убить Существо, вмешался Дум, который остановил свою мать, тем самым спав жизнь своему старому врагу. Синтия, в свою очередь, поведала сыну, что многие годы наблюдала за ним издалека, стыдясь его злодейств, но теперь, когда Виктор ступил на путь искупления, она хочет возобновить их отношения. Её просьбу Виктор воспринял гневно и скептически. Кроме того, ею манипулирует злая версия Рида Ричардса из альтернативной реальности, мотивы которой неизвестны. Злая версия Ричардса находит Бена Гримма и просит его убить их бывшего заклятого врага.
В это время Дум сходится в схватке с преемницей Тони Старка, Железным сердцем, во время которой Виктору приходит видение из будущего, где Тони Старк стал верховным волшебником. Старк-волшебник предостерегает Виктора, что тому не стоит быть Железным человеком, иначе с бывшим злодеем случится беда. Из-за видения Виктор теряет сознание, а Железное Сердце сдаёт его Щ.И.Т.у, пока он был без сознания. Несколько агентов Щ.И.Т.а решили учинить самосуд над пленным Думом, но к нему на помощь пришла его мать. Она взорвала авианосец и телепортировала Виктора в безопасное место. Будучи там он тут же осознал, что Синтия не та, за кого себя выдаёт. Прежде чем он смог что-то предпринять, появился Рид Ричардс и сделал нечто ужасное, от чего Дум убежал в страхе. Этот Рид оказался настолько силён, что Дум обратился к Щ.И.Т.у за убежищем. Когда Рид появился на базе «Пегас», Дум объединился с Доктором Стрэнджем и Существом, чтобы дать ему отпор. В ходе сражения он узнаёт истинную личность лже-Рида — Мефисто, правитель преисподней и давний враг Виктора, притворился пропавшим лидером Фантастической четвёрки, чтобы не дать Виктору исправиться. Совместными усилиями героям удаётся победить Мефисто, а Дум постепенно заслуживает доверие Щ.И.Т.а. Пока Дум отправляется обезвреживать очередных злодеев, лечащий врач Амары Переры сообщает ей, что та беременна.

### Основные персонажи
- Виктор фон Дум / Железный человек — злодей, ранее известный как Доктор Дум. Пытается исправиться и использует для этого образ Железного человека в отсутствие Тони Старка.
- Амара Перера — гениальный биофизик из Шри Ланки, ранее встречавшаяся с Тони Старком. Из-за связи с Виктором за ней начинают следить агенты Щ.И.Т.а.
- Бен Гримм / Существо — один из членов распавшейся Фантастической четвёрки. После исчезновения Рида и Сью Ричардс начал работать на правительственную организацию Щ.И.Т.
- Синтия фон Дум — мать Виктора фон Дума, считавшаяся погибшей. После перехода Виктора на сторону добра всячески пытается выйти с ним на контакт.
- Мефисто — могущественный бессмертный демон, имеющий вражду с Виктором фон Думом. С помощью лжи и манипуляций хочет отомстить Думу за своё поражение и заполучить его душу.

## История создания

### Авторский состав
Автором серии выступил американский сценарист Брайан Майкл Бендис, наиболее известный по своей работе над комиксом Ultimate Spider-Man.
Художником стал болгарский иллюстратор Алекс Малеев, который часто работает в тандеме с Бендисом.
Колористом серии был Мэтт Холлингсворт.

## Продвижение и выход
«Бесславный Железный человек» был анонсирован 9 июля 2016 года. Он стал заменой другой серии, International Iron Man, которая была закрыта с выходом первого выпуска «Бесславного Железного человека».

### Издание
Первый выпуск серии вышел 19 октября 2016 года. Второй выпуск вышел 16 ноября, 28 декабря состоялся выход третьего выпуска. 25 января 2017 года был опубликован четвёртый выпуск, релиз пятого номера состоялся 22 февраля, шестой номер вышел 29 марта.
На русском языке «Бесславный Железный человек» был выпущен издательством «Комильфо» 27 мая 2020 года в формате сборника, в который вошли все 12 выпусков оригинальной серии. Помимо основного тиража было выпущено два дополнительных с альтернативными обложками, для российских магазинов комиксов. Незадолго до издания книги «Комильфо» на своей странице в социальной сети «ВКонтакте» предложило читателям выбрать обложки для дополнительных тиражей: на выбор давались обложки одиночных выпусков «Бесславного Железного человека».

## Анализ

### Предпосылки
По мнению Дениса Варкова, для лучшего понимания сюжета произведения необходимо знать предысторию персонажа, не только в общих деталях, но и ознакомившись с выпусками других серий, чья история плавно подводит к событиям «Бесславного Железного человека».

### Доктор Дум в качестве супергероя
Варков затронул тему изменения роли Дума со злодея на героя: он противопоставил Думу Капитана Америку, супергероя, который стал злодеем на страницах комикса Secret Empire, выходившего параллельно с «Бесславным Железным человеком». Он отметил, что традиционно злой Дум становится героем, в то время как Стив Роджерс, на протяжении всей своей истории считавшийся героем, точно также меняет сторону и становится злодеем. При этом смену вектора «добро-зло» Варков нашёл более удачной у Дума: если Капитана Америка «со временем превратят в очередную инкарнацию Красного черепа», то новый образ Дума более плотно завязан на его злодейском прошлом, которое неоднократно упоминается на страницах комикса. Доктора Дума в роли супергероя Варков сравнил с Бэтменом из комиксов издательства DC: «Дум всегда был параноиком не хуже Бэтмена и готовился к тому, что его могут решить убить вчерашние друзья. Поэтому на страницах Infamous Iron Man он становится отличным супергероем. Ведь в отличие от Мстителей и прочих он понимает, как мыслят преступники — он когда-то был худшим из них».

### Влияние
После окончания выхода серии история Дума в образе Железного человека продолжилась в линейке The Invincible Iron Man начиная с 593 номера.

## Восприятие

### Списки и рейтинги
На сайте Comic Book Roundup серия имеет оценку в 7,5 баллов из 10 возможных на основе 100 рецензий.
«Бесславный Железный человек» также вошёл в список «Лучших комиксов 2017 года» по версии сайта «Канобу».

### Продажи
Дебютный выпуск был продан тиражом около 73 700 копий за первый месяц. Продажи последнего выпуска составили примерно 26 300 копий за первый месяц.

### Рецензии англоязычной прессы
Джесс Шедин из IGN дал первому выпуску 7,3 балла из 10 и отметил, что «он мрачный, угрюмый и наполнен достаточным количеством твистов, чтобы сделать путь Дума от злодея к герою непредсказуемым».
Джек Фишер из PopMatters поставил дебюту оценку 8 из 10 и положительно оценил идею сделать Доктора Дума Железным человеком.
Джон Арведон из Newsarama оценил первый выпуск в 7 баллов из 10 и посчитал, что «визуальные эффекты [художника] хорошо подходят для этой интригующей истории искупления одного из бывших величайших злодеев во вселенной Marvel».

### Рецензии русскоязычной прессы
Денис Варков в своём обзоре для сайта «Канобу» окрестил комикс «одним из самых смелых экспериментов Marvel последних лет». Варков положительно оценил то, как Бендис изобразил Доктора Дума в роли супергероя. Отдельно Варков отметил, как холодно поклонники приняли эту серию — на момент выхода комикса среди фанатов устоялось мнение, что творческий талант Бендиса постепенно начинает ослабевать. Рецензент же не согласился с мнением публики и выразил мысль, что «Бесславный Железный человек» доказывает, «что он ещё не до конца исписался и способен выдавать нечто оригинальное».

## Коллекционные издания
| № | Название               | Собранный материал      | Дата выхода    | ISBN                       | Предполагаемый объём продаж (первый месяц) |
| - | ---------------------- | ----------------------- | -------------- | -------------------------- | ------------------------------------------ |
| 1 | Infamous               | Infamous Iron Man #1-6  | 31 мая 2017    | 978-1302906245, 1302906240 | 2 444, позиция в Северной Америке — 28     |
| 2 | The Absolution of Doom | Infamous Iron Man #7-12 | 22 ноября 2017 | 978-1302906252, 1302906259 | 1 654, позиция в Северной Америке — 48     |